# Правителство на Петко Каравелов 4
Четвъртото правителството на Петко Каравелов е двадесет и второ правителство на Княжество България, назначено с Указ № 6 от 20 февруари 1901 г. на княз Фердинанд Сакскобургготски. Управлява страната до 21 декември 1901 г., след което е наследено от първото правителство на Стоян Данев.

## Политика

### Вътрешна политика
С идването си на власт кабинетът на Демократическата и Прогресивнолибералната партия отменя Радослависткия режим (амнистира участниците в селските бунтове от 1900, внася поправки в „Закон за изтребление на разбойничеството“) и демократизира страната (чрез изменения в избирателния закон, повече свобода на печата, засилване на контрола на парламента върху министрите).
Една от първите стъпки на правителството е отнемането на избирателните права на мнозинството от циганите (чергари и мюсюлмани), което остава в сила до 1919 година.

### Външна политика
Във външната си политика кабинетът Каравелов се старае да уталожи конфликта с Румъния, предизвикан от убийството на Михайляну, и търси сближение с Русия, за да добие облекчения за българите в османска Македония и съдействие пред френските кредитори на Княжеството. В този контекст предприема мерки за ограничаване на революционната дейност на македонските дружества в страната и за прекъсване на връзките на ВМОК с държавния апарат и войската. Усилията му за решаване на финансовата криза обаче се провалят, тъй като тежките условия на договорения заем от Париж водят до разединение на партиите от управляващата коалиция.

## Съставяне
Представлява коалиция на Демократическата партия (излъчила премиера Петко Каравелов), Прогресивнолибералната и Народната партия, която не изпраща свои представители в кабинета, но го подкрепя в XI обикновено народно събрание.

### Кабинет
Сформира се от следните 8 министри и един председател:
| министерство                          | име | име                  | партия                      |
| ------------------------------------- | --- | -------------------- | --------------------------- |
| председател на Министерския съвет     |     | Петко Каравелов      | Демократическа партия       |
| външни работи и изповедания           |     | Стоян Данев          | Прогресивнолиберална партия |
| вътрешни работи                       |     | Михаил Сарафов       | Прогресивнолиберална партия |
| народно просвещение                   |     | Иван Славейков(упр.) | Демократическа партия       |
| правосъдие                            |     | Александър Радев     | Прогресивнолиберална партия |
| финанси                               |     | Петко Каравелов      | Демократическа партия       |
| военен                                |     | Стефан Паприков      | военен                      |
| търговия и земеделие                  |     | Александър Людсканов | Прогресивнолиберална партия |
| обществени сгради, пътища и съобщения |     | Иван Белинов         | Демократическа партия       |

### Промени в кабинета

#### от 25 април 1901
- След април 1901 г. управляващия министерството на народното просвещение е заменен от:

| министерство        | име | име                    | партия                |
| ------------------- | --- | ---------------------- | --------------------- |
| народно просвещение |     | Петко Каравелов (упр.) | Демократическа партия |

## Събития

### 1901
- 24 март 1901 – Вследствие от аферата Михайляну българските власти арестуват членовете на Върховния македоно-одрински комитет.[6]
- 24 април 1901 – Премахнат е натуралният десятък, предизвикал броженията в Североизточна България от предходната година.[7]
- 30 септември 1901 – Споразумение за заем от „Банк дьо Пари е де Пеи Ба“, финализирано на 19 ноември, предизвиква силна обществена и политическа опозиция заради залагането на монопола върху тютюна.[8][9]
- 4 декември 1901 – Правителството на Каравелов подава оставка, след като Париба отказва предоговаряне на кредита. Седмица по-късно Народното събрание отхвърля заема,[9] след което е разпуснато с княжески указ от 23 декември 1901 г.[10] През февруари 1902 година са проведени избори за нов, по-сговорчив парламент.[8]